# Eva Herrmann
Eva Herrmann (* 8. Februar 1901 in München; † 7. September 1978 in Santa Barbara) war eine deutsch-amerikanische Malerin, Zeichnerin und Karikaturistin.

## Leben
Eva Herrmann war Tochter eines wohlhabenden amerikanischen Malers und einer Deutschen. Beide Elternteile waren jüdischer Herkunft. Die Mutter Anna, geborene Schlesinger (1875–1944) kam in Auschwitz um. Der Vater Frank S. Herrmann (1866–1942) studierte Ende des 19. Jahrhunderts an der Münchner Kunstakademie. Evas Schwester Thea heiratete in zweiter Ehe den österreichischen Maler Wilhelm Thöny. Bereits in ihrer Münchner Zeit wurde Eva eine enge Freundin der Geschwister Erika Mann und Klaus Mann.
1919 begleitete sie ihren Vater in die USA, wohnte in New York, kehrte aber zu mehr oder weniger langen Aufenthalten nach Europa zurück. Anfang der 1920er Jahre lebte sie in Berlin und wurde die Lebensgefährtin von Johannes R. Becher, mit dem sie in ihrem Atelier in der Claudiusstraße lebte. Mit Becher verbrachte sie den Sommer 1923 in Wittdün auf der Nordseeinsel Amrum. Sie war eine Zeitlang die Freundin von Ricki Hallgarten, ebenfalls Jugendfreund von Klaus und Erika Mann.
In den USA wurde Eva Herrmann durch ihre stilistische und technische Vielseitigkeit Mitte der 1920er Jahre zu einer gefragten und vielbeschäftigten Porträtkarikaturistin. Ihre Arbeiten wurden von zahlreichen Zeitungen und Zeitschriften abgedruckt. Mit Klaus und Erika Mann hielt sie weiterhin Kontakt, die drei feierten 1927 den 21. Geburtstag von Klaus zusammen in New York. Der Durchbruch gelang der 28-jährigen Künstlerin mit dem 1929 veröffentlichten Buch On Parade, das eine Porträtsammlung bekannter amerikanischer Schriftsteller enthielt. Doch auch andere bekannte Künstler, Regisseure und Wissenschaftler wurden von ihr porträtiert. „Der Stil dieser Frau ist mit keinem ihrer Kollegen vergleichbar: er ist erzählerisch, gelegentlich verspielt und in seiner Erscheinung fast jugendlich.“
Zwischen 1932 und 1939 reiste Herrmann durch Europa, porträtierte die bekanntesten Gesichter ihrer Zeit, unter anderen Bertolt Brecht,  George Bernard Shaw und Aldous Huxley, und schickte die Arbeiten umgehend zu ihren Redaktionen in die USA. Sie verbrachte längere Zeit im südfranzösischen Sanary-sur-Mer, in dem u. a. die Familie Mann im Exil lebte. Aus dieser Zeit stammte auch ihre lebenslange Freundschaft mit Sybille Bedford, die bereits seit 1926 mit ihrer Mutter Elisabeth Bernhardt, spätere Marchesani in Sanary lebte.
1935 wurde Herrmann die Geliebte des Schriftstellers Lion Feuchtwanger und reiste mit ihm nach Moskau. Feuchtwanger setzte sich bei seinem dortigen Exilverlag dafür ein, dass Herrmann seine Bücher gestalten solle.
Nach ihrem Umzug nach Santa Barbara war Eva Herrmanns Haus Treffpunkt der deutschen Exilliteraten, wobei keiner der Besucher unkarikiert das Haus verließ. Die Familie Mann wohnte in der Nähe, von Thomas Mann wurde sie „die Gemme“ genannt, da sie ihn wegen ihres Profils an Theodor Fontanes „Mathilde Möhring“ erinnerte. Und Klaus und Erika Mann schrieben über sie: „Diese zarte und hübsche junge Dame versteht es, kolossal boshaft zu sein, ohne plump und kränkend zu werden“. Mit Golo Mann führte sie einen regen Briefverkehr. Etwa ein Dutzend Briefe Golo Manns haben sich aus den Jahren 1936–1977 erhalten, jedoch keine Gegenbriefe. Die Familie Feuchtwanger fand bei ihr 1940, nach ihrer Flucht aus Europa, eine erste Aufnahme.
„Sie war eine Zeugin des Exils. Kaum ein deutscher Schriftsteller, der in Kalifornien Zuflucht fand, entging ihrer Feder. Auch Maler und Musiker, Schauspieler und Regisseure, Philosophen und Wissenschaftler hat sie sich vorgeknöpft, ganz gelegentlich sogar Politiker oder Gewerkschaftsführer […]“
Zeit ihres Lebens interessierte sich Eva Herrmann für Astrologie und glaubte an übersinnliche Wahrnehmungen. 1941 besuchte sie erstmals eine spiritistische Sitzung und beschäftigte sich mit parapsychologischen Phänomenen. Mit zunehmendem Alter wandte sie sich ganz ihren spiritistischen Interessen zu. Als Medium nahm sie vorgebliche Diktate von verstorbenen Persönlichkeiten auf, die sie ab 1976 unter dem Titel Von drüben veröffentlichte und in dem ein Post-mortem-Nachwort „von“ Thomas Mann abgedruckt ist.

## Literarische Darstellung
Eva Herrmann ist eine Figur in Robert Cohens Roman Exil der frechen Frauen.

## Schriften
- Eric Posselt (Hrsg.) Eva Herrmann: “On parade” – caricatures. Coward-McCann, 1929.
- Von drüben I: Botschaften, Informationen, praktische Ratschläge (übermittelt von Eva Herrmann, mit einem Post-mortem-Nachwort von Thomas Mann). Otto Reichl, Remagen 1993, ISBN 3-87667-046-2.
- Von drüben II:  Weitere Mitteilungen und Gespräche (übermittelt von Eva Herrmann). Otto Reichl, Remagen 1999, ISBN 3-87667-053-5.
- Josefa Metz, Eva Herrmann: Kasperl auf Reisen. Münchner Drucke, München 1924.
- In dem, was ewig ist. Quäkerhaus, Bad Pyrmont 1970.